# 神津島港

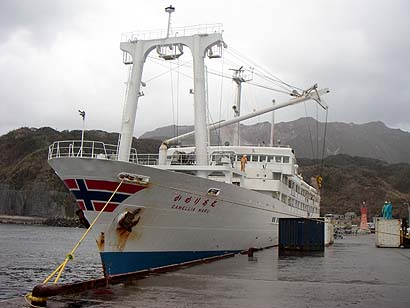
かめりあ丸と神津島港

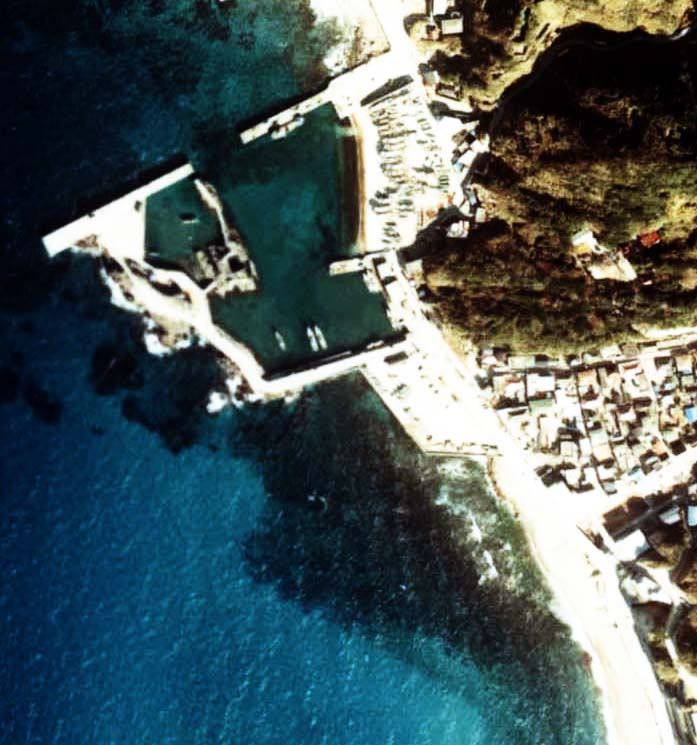
神津島港付近の航空写真。

神津島港（こうづしまこう）は、東京都神津島村の、神津島西部にある港湾。港湾管理者は東京都。
東海汽船は前浜港の名称を使用している。神津島港は神津島の中心集落に近く、定期旅客船はこの港を主な使用港としているが、天候によっては島東岸多幸湾の三浦漁港に入港する。特に季節風の強い冬季には多幸湾に寄港することが多くなる。

## 定期旅客船

### 航路
- 東海汽船の東京・竹芝桟橋-神津島航路（大型客船、ジェットフォイル）
- 神新汽船の下田-神津島-式根島-新島-利島-下田循環航路（フェリーあぜりあ）